# Neoblastobasis
Neoblastobasis là một chi bướm đêm thuộc họ Blastobasidae.